# Copa Panamericana de Voleibol Femenino Sub-18 de 2019
La Copa Panamericana de Voleibol Femenino Sub-18 de 2019 fue la V edición del torneo de selecciones femeninas de voleibol categoría sub-18 más importante de América pertenecientes a la NORCECA y a la Confederación Sudamericana de Voleibol (CSV), se llevó a cabo del 21 al 26 de mayo de 2019 en la ciudad de Durango (México).
El torneo otorgó dos cupos al Campeonato Mundial de Voleibol Femenino Sub-18 de 2019 a disputarse en Egipto, uno para el mejor equipo de NORCECA, y el segundo irá al equipo mejor clasificado sin importar su confederación NORCECA o CSV.

## Organización

### País anfitrión y ciudad sede
| Durango Durango, sede de la Copa Panamericana de Voleibol Femenino Sub-18 de 2019. | Durango              |
| ---------------------------------------------------------------------------------- | -------------------- |
| Durango Durango, sede de la Copa Panamericana de Voleibol Femenino Sub-18 de 2019. | Auditorio del Pueblo |
| Durango Durango, sede de la Copa Panamericana de Voleibol Femenino Sub-18 de 2019. | Capacidad: 3500      |
| Durango Durango, sede de la Copa Panamericana de Voleibol Femenino Sub-18 de 2019. |                      |

#### Recinto
Todos los partidos se llevaron a cabo en el pabellón del Auditorio del Pueblo ubicado en Durango.

### Formato de competición
El torneo se desarrolla dividido en dos etapas: fase preliminar y fase final.
En la fase preliminar las ocho selecciones participantes son reunidas en dos grupos. Cada equipo se enfrenta una vez contra los otros bajo el sistema de todos contra todos y son clasificados de acuerdo a los siguientes criterios, en orden de aparición:
- Número de partidos ganados y perdidos.
- Puntos obtenidos, los cuales son otorgados de la siguiente manera:
  - Partido con resultado final 3-0: 5 puntos al ganador y 0 puntos al perdedor.
  - Partido con resultado final 3-1: 4 puntos al ganador y 1 punto al perdedor.
  - Partido con resultado final 3-2: 3 puntos al ganador y 2 puntos al perdedor.
- Proporción entre los puntos ganados y los puntos perdidos (Puntos ratio).
- Proporción entre los sets ganados y los sets perdidos (Sets ratio).
- Si el empate persiste entre dos equipos, tendrá prioridad el ganador del partido entre los equipos implicados.
- Si el empate persiste entre tres o más equipos se elabora una nueva clasificación tomando en cuenta solo los resultados entre los equipos involucrados.

La fase final consiste en los cuartos de final, las semifinales, los partidos de clasificación del 8.° al 3.er puesto y la final. Los ganadores de cada grupo avanzan a semifinales. Los equipos ubicados en el segundo y tercer puesto en la fase preliminar disputan los cuartos de final. Los partidos de los cuartos de final fueron establecidos de la siguiente manera:
- Cuartos de final 1: 2.°A v 3.°B
- Cuartos de final 2: 2.°B v 3.°A

Los ganadores de cuartos de final avanzan a semifinales. Los equipos perdedores de las semifinales disputan la medalla de bronce, mientras que los equipos vencedores disputan la medalla de oro.

## Equipos participantes
NORCECA (Confederación del Norte, Centroamérica y del Caribe)
- Cuba
- Guatemala
- Honduras
- República Dominicana
- México
- Puerto Rico

CSV (Confederación Sudamericana de Voleibol)
- Chile
- Perú

### Conformación de los grupos
La organización del torneo decidió dividir a los 8 equipos en dos grupos de 4 equipos cada uno.
| Grupo A                                    | Grupo B                         |
| ------------------------------------------ | ------------------------------- |
| Chile Honduras República Dominicana México | Cuba Guatemala Perú Puerto Rico |

## Calendario
| Fase            | Jornada   | Fecha              |
| --------------- | --------- | ------------------ |
| Fase preliminar | Jornada 1 | 21 de mayo de 2019 |
| Fase preliminar | Jornada 2 | 22 de mayo de 2019 |
| Fase preliminar | Jornada 3 | 23 de mayo de 2019 |
| Fase final      | Jornada 4 | 24 de mayo de 2019 |
| Fase final      | Jornada 5 | 25 de mayo de 2019 |
| Fase final      | Jornada 6 | 26 de mayo de 2019 |

## Resultados

### Fase preliminar
– Clasificados a las semifinales. 
     – Clasificados a los cuartos de final.
     – Pasan a disputar la clasificación del 5.° al 8.° lugar.

#### Grupo A
| Pos. | Equipo               | Partidos | Partidos | Partidos | Pts. | Sets | Sets | Sets  | Puntos | Puntos | Puntos |
| Pos. | Equipo               | PJ       | PG       | PP       | Pts. | SG   | SP   | Ratio | PG     | PP     | Ratio  |
| ---- | -------------------- | -------- | -------- | -------- | ---- | ---- | ---- | ----- | ------ | ------ | ------ |
| 1    | México               | 3        | 3        | 0        | 13   | 9    | 2    | 4.500 | 260    | 186    | 1.397  |
| 2    | República Dominicana | 3        | 2        | 1        | 11   | 7    | 3    | 2.333 | 238    | 186    | 1.279  |
| 3    | Chile                | 3        | 1        | 2        | 6    | 4    | 6    | 0.667 | 199    | 210    | 0.948  |
| 4    | Honduras             | 3        | 0        | 3        | 0    | 0    | 9    | 0.000 | 110    | 225    | 0.489  |

| Fecha      | Hora  | Equipo 1 | Res.  | Equipo 2             | Set 1 | Set 2 | Set 3 | Set 4 | Set 5 | Total   | Reporte |
| ---------- | ----- | -------- | ----- | -------------------- | ----- | ----- | ----- | ----- | ----- | ------- | ------- |
| 21 de mayo | 18:00 | Chile    | 0 – 3 | República Dominicana | 12-25 | 23-25 | 23-25 |       |       | 58 – 75 | P2 P3   |
| 21 de mayo | 20:00 | México   | 3 – 0 | Honduras             | 25-14 | 25-5  | 25-13 |       |       | 75 – 32 | P2 P3   |
| 22 de mayo | 14:00 | Honduras | 0 – 3 | República Dominicana | 14-25 | 4-25  | 15-25 |       |       | 33 – 75 | P2 P3   |
| 22 de mayo | 20:00 | México   | 3 – 1 | Chile                | 25-12 | 15-25 | 25-12 | 25-17 |       | 90 – 66 | P2 P3   |
| 23 de mayo | 16:00 | Chile    | 3 – 0 | Honduras             | 25-13 | 25-18 | 25-14 |       |       | 75 – 45 | P2 P3   |
| 23 de mayo | 20:00 | México   | 3 – 1 | República Dominicana | 25-18 | 20-25 | 25-23 | 25-22 |       | 95 – 88 | P2 P3   |

#### Grupo B
| Pos. | Equipo      | Partidos | Partidos | Partidos | Pts. | Sets | Sets | Sets  | Puntos | Puntos | Puntos |
| Pos. | Equipo      | PJ       | PG       | PP       | Pts. | SG   | SP   | Ratio | PG     | PP     | Ratio  |
| ---- | ----------- | -------- | -------- | -------- | ---- | ---- | ---- | ----- | ------ | ------ | ------ |
| 1    | Puerto Rico | 3        | 3        | 0        | 11   | 9    | 4    | 2.250 | 282    | 258    | 1.093  |
| 2    | Cuba        | 3        | 2        | 1        | 12   | 8    | 3    | 2.666 | 252    | 210    | 1.200  |
| 3    | Perú        | 3        | 1        | 2        | 7    | 5    | 6    | 0.833 | 245    | 208    | 1.177  |
| 4    | Guatemala   | 3        | 0        | 3        | 0    | 0    | 9    | 0.000 | 122    | 225    | 0.542  |

| Fecha      | Hora  | Equipo 1    | Res.  | Equipo 2    | Set 1 | Set 2 | Set 3 | Set 4 | Set 5 | Total     | Reporte |
| ---------- | ----- | ----------- | ----- | ----------- | ----- | ----- | ----- | ----- | ----- | --------- | ------- |
| 21 de mayo | 14:00 | Guatemala   | 0 – 3 | Puerto Rico | 20-25 | 15-25 | 9-25  |       |       | 44 – 75   | P2 P3   |
| 21 de mayo | 16:00 | Perú        | 0 – 3 | Cuba        | 23-25 | 12-25 | 23-25 |       |       | 58 – 75   | P2 P3   |
| 22 de mayo | 16:00 | Cuba        | 3 – 0 | Guatemala   | 25-11 | 25-12 | 25-19 |       |       | 75 – 42   | P2 P3   |
| 22 de mayo | 18:00 | Puerto Rico | 3 – 2 | Perú        | 26-24 | 14-25 | 15-25 | 27-25 | 15-13 | 97 – 112  | P2 P3   |
| 23 de mayo | 14:00 | Guatemala   | 0 – 3 | Perú        | 11-25 | 7-25  | 18-25 |       |       | 36 – 75   | P2 P3   |
| 23 de mayo | 18:00 | Cuba        | 2 – 3 | Puerto Rico | 25-20 | 20-25 | 27-25 | 21-25 | 9-15  | 102 – 110 | P2 P3   |

### Fase final
|  | Partido 5.º y 6.º puesto | Partido 5.º y 6.º puesto | Partido 5.º y 6.º puesto |  |  | Semifinales 5.º al 8.º puesto | Semifinales 5.º al 8.º puesto | Semifinales 5.º al 8.º puesto |  |  | Cuartos de final | Cuartos de final | Cuartos de final |  |  | Semifinales | Semifinales | Semifinales |  |  | Final                     | Final                     | Final                     |
|  |                          |                          |                          |  |  |                               |                               |                               |  |  |                  |                  |                  |  |  |             |             |             |  |  |                           |                           |                           |
|  |                          |                          |                          |  |  | 4A                            | Honduras                      | 0                             |  |  |                  |                  |                  |  |  | 1B          | Puerto Rico | 3           |  |  |                           |                           |                           |
|  |                          |                          |                          |  |  | 2B                            | Cuba                          | 3                             |  |  | 2B               | Cuba             | 1                |  |  | 3A          | Chile       | 1           |  |  |                           |                           |                           |
|  | 2A                       | Rep. Dominicana          | 2                        |  |  |                               |                               |                               |  |  | 3A               | Chile            | 3                |  |  |             |             |             |  |  | 1B                        | Puerto Rico               | 0                         |
|  | 2B                       | Cuba                     | 3                        |  |  |                               |                               |                               |  |  |                  |                  |                  |  |  |             |             |             |  |  | 3B                        | Perú                      | 3                         |
|  |                          |                          |                          |  |  | 4B                            | Guatemala                     | 0                             |  |  |                  |                  |                  |  |  | 1A          | México      | 2           |  |  |                           |                           |                           |
|  | Partido 7.º y 8.º puesto | Partido 7.º y 8.º puesto | Partido 7.º y 8.º puesto |  |  | 2A                            | Rep. Dominicana               | 3                             |  |  | 2A               | Rep. Dominicana  | 1                |  |  | 3B          | Perú        | 3           |  |  | Partido 3.er y 4.º puesto | Partido 3.er y 4.º puesto | Partido 3.er y 4.º puesto |
|  |                          |                          |                          |  |  |                               |                               |                               |  |  | 3B               | Perú             | 3                |  |  |             |             |             |  |  |                           |                           |                           |
|  | 4B                       | Guatemala                | 3                        |  |  |                               |                               |                               |  |  |                  |                  |                  |  |  |             |             |             |  |  | 3A                        | Chile                     | 1                         |
|  | 4A                       | Honduras                 | 0                        |  |  |                               |                               |                               |  |  |                  |                  |                  |  |  |             |             |             |  |  | 1A                        | México                    | 3                         |

#### Cuartos de final
| Fecha      | Hora  | Equipo 1             | Res.  | Equipo 2 | Set 1 | Set 2 | Set 3 | Set 4 | Set 5 | Total    | Reporte |
| ---------- | ----- | -------------------- | ----- | -------- | ----- | ----- | ----- | ----- | ----- | -------- | ------- |
| 24 de mayo | 18:00 | Cuba                 | 1 – 3 | Chile    | 15-25 | 21-25 | 27-25 | 20-25 |       | 83 – 100 | P2 P3   |
| 24 de mayo | 20:00 | República Dominicana | 1 – 3 | Perú     | 17-25 | 24-26 | 25-16 | 22-25 |       | 88 – 92  | P2 P3   |

#### Semifinales 5.º al 8.º puesto
| Fecha      | Hora  | Equipo 1  | Res.  | Equipo 2             | Set 1 | Set 2 | Set 3 | Set 4 | Set 5 | Total   | Reporte                                                                                                 |
| ---------- | ----- | --------- | ----- | -------------------- | ----- | ----- | ----- | ----- | ----- | ------- | --- |
| 25 de mayo | 14:00 | Guatemala | 0 – 3 | República Dominicana | 19-25 | 15-25 | 15-25 |       |       | 49 – 75 | P2 P3                                                                                                   |
| 25 de mayo | 16:00 | Honduras  | 0 – 3 | Cuba                 | 13-25 | 18-25 | 16-25 |       |       | 47 – 75 | P2 P3 (enlace roto disponible en Internet Archive; véase el historial, la primera versión y la última). |

#### Semifinales
| Fecha      | Hora  | Equipo 1    | Res.  | Equipo 2 | Set 1 | Set 2 | Set 3 | Set 4 | Set 5 | Total     | Reporte |
| ---------- | ----- | ----------- | ----- | -------- | ----- | ----- | ----- | ----- | ----- | --------- | ------- |
| 25 de mayo | 18:00 | Puerto Rico | 3 – 1 | Chile    | 15-25 | 25-19 | 25-21 | 25-18 |       | 90 – 83   | P2 P3   |
| 25 de mayo | 20:00 | México      | 2 – 3 | Perú     | 25-20 | 23-25 | 25-18 | 22-25 | 20-22 | 115 – 110 | P2 P3   |

#### Partido por el 7.° y 8.° puesto
| Fecha      | Hora  | Equipo 1  | Res.  | Equipo 2 | Set 1 | Set 2 | Set 3 | Set 4 | Set 5 | Total   | Reporte |
| ---------- | ----- | --------- | ----- | -------- | ----- | ----- | ----- | ----- | ----- | ------- | ------- |
| 26 de mayo | 12:00 | Guatemala | 3 – 0 | Honduras | 25-17 | 25-22 | 25-17 |       |       | 75 – 56 | P2 P3   |

#### Partido por el 5.° y 6.° puesto
| Fecha      | Hora  | Equipo 1             | Res.  | Equipo 2 | Set 1 | Set 2 | Set 3 | Set 4 | Set 5 | Total     | Reporte |
| ---------- | ----- | -------------------- | ----- | -------- | ----- | ----- | ----- | ----- | ----- | --------- | ------- |
| 26 de mayo | 14:00 | República Dominicana | 2 – 3 | Cuba     | 14-25 | 22-25 | 25-14 | 25-21 | 15-17 | 101 – 102 | P2 P3   |

#### Partido por el3.ery 4.º puesto
| Fecha      | Hora  | Equipo 1 | Res.  | Equipo 2 | Set 1 | Set 2 | Set 3 | Set 4 | Set 5 | Total    | Reporte |
| ---------- | ----- | -------- | ----- | -------- | ----- | ----- | ----- | ----- | ----- | -------- | ------- |
| 26 de mayo | 16:00 | Chile    | 1 – 3 | México   | 21-25 | 27-25 | 21-25 | 15-25 |       | 84 – 100 | P2 P3   |

#### Final
| Fecha      | Hora  | Equipo 1    | Res.  | Equipo 2 | Set 1 | Set 2 | Set 3 | Set 4 | Set 5 | Total   | Reporte |
| ---------- | ----- | ----------- | ----- | -------- | ----- | ----- | ----- | ----- | ----- | ------- | ------- |
| 26 de mayo | 18:00 | Puerto Rico | 0 – 3 | Perú     | 24-26 | 16-25 | 22-25 |       |       | 62 – 76 | P2 P3   |

## Clasificación general
| Pos               | Equipo               |
| ----------------- | -------------------- |
| Medalla de oro    | Perú                 |
| Medalla de plata  | Puerto Rico          |
| Medalla de bronce | México               |
| 4                 | Chile                |
| 5                 | Cuba                 |
| 6                 | República Dominicana |
| 7                 | Guatemala            |
| 8                 | Honduras             |

| Perú Campeón 1.º título |

## Distinciones individuales
Al culminar la competición la organización del torneo entregó los siguientes premios individuales:
- Jugadora más valiosa (MVP)

 Janelly Ceopa
- Mayor anotadora

 Melanie Parra
- Mejor armadora

 Gloria Ung
- Mejores atacantes

 Flormarie Heredia (primera)
 Melanie Parra (segunda)
- Mejores centrales

 Esthefany Rabit (primera)
 Elisa Sandrok (segunda)
- Mejor opuesta

 Marian Ovalle
- Mejor líbero

 Kiaralyz Pérez
- Mejor servicio

 Gloria Ung
- Mejor defensa

 Kiaralyz Pérez
- Mejor recepción

 Kiaralyz Pérez

## Clasificadas al Mundial 2019
| Bandera de Puerto Rico | Bandera de México |
| Puerto Rico            | México            |
| ---------------------- | ----------------- |

- Perú, quien ya había ganado su clasificación al mundial de esta categoría, en el  Campeonato Sudamericano de Voleibol Femenino Sub-18 de 2018, sede su cupo al tercer lugar de esta copa, que es ocupado por México al derrotar 3 por 1 a la selección de Chile.